# Space Task Group

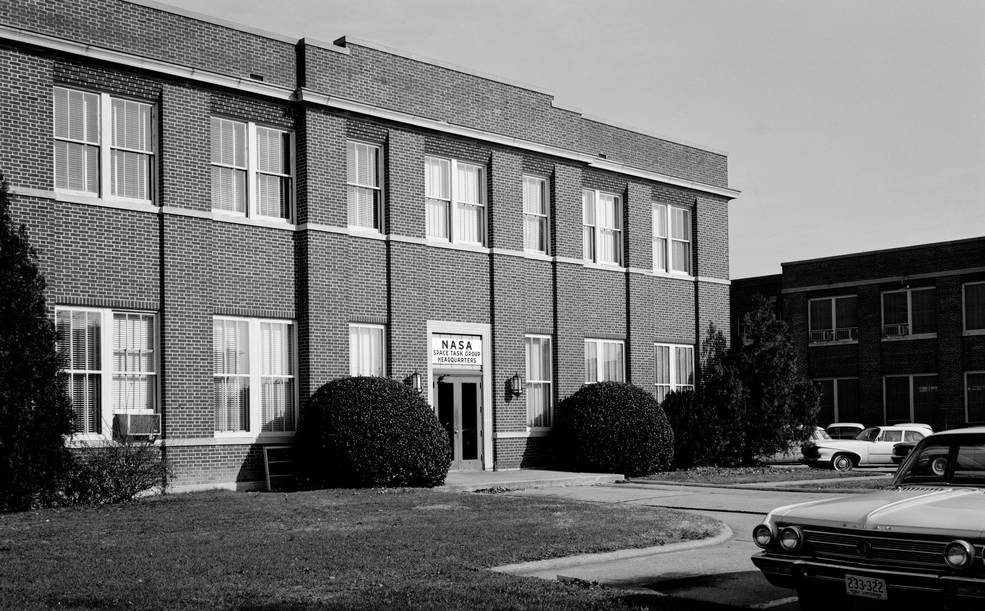
Trụ sở của Space Task Group (STG) được đặt tại Trung tâm nghiên cứu Langley của NASA, Hampton, Virginia

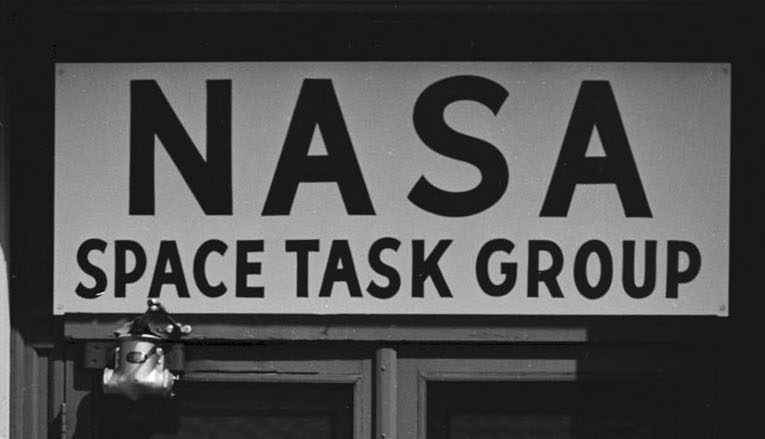
Tòa nhà Space Task Group tháng Sáu năm 1961

Space Task Group là tên một nhóm các kỹ sư của NASA được thành lập từ năm 1958 có nhiệm vụ quản lý chương trình vũ trụ có người lái của Mỹ. Đứng đầu nhóm khoa học là Robert Gilruth với trụ sở đặt tại Trung tâm nghiên cứu Langley, Hampton, Virginia. STG tham gia điều hành chương trình Mercury và các chương trình vũ trụ sau đó. Năm 1961, Tổng thống John F. Kennedy đặt ra mục tiêu cho chương trình Apollo sẽ đưa người Mỹ đầu tiên đặt chân lên Mặt trăng và quay trở về Trái Đất, NASA đã quyết định thành lập một tổ chức lớn hơn và thành lập cơ sở mới dành cho các hoạt động của Task Group, và nó đã được chuyển đến Trung tâm bay có người lái (nay là Trung tâm vũ trụ Lyndon B. Johnson), Houston, Texas.

### Citations
1. ↑  Compton, W. David; Benson, Charles D. (1983), "Chapter 5: Years of Uncertainty, 1967-1969", Living and Working in Space: A History of Skylab, quyển SP-4208, Washington, D.C.: NASA, tr. 101

### Bibliography
- Gainor, Chris (2001). Arrows to the Moon - Avro's Engineers and the Space Race. Burlington ON Canada: Apogee Books. ISBN 1-896522-83-1.
- Murray, Charles; Catherine Bly Cox (1989). Apollo: The Race to the Moon. New York: Simon and Schuster. ISBN 0-671-61101-1.
- Swenson, Jr., Loyd S.; James M. Grimwood; Charles C. Alexander (1989). This New Ocean: A History of Project Mercury. NASA. Bản gốc lưu trữ ngày 23 tháng 8 năm 2007.